# 絹毛黃鵪菜
绢毛黄鹤菜（学名：Youngia sericea）为菊科黄鹌菜属下的一个种。

## 扩展阅读
- 維基物種上的相關：绢毛黄鹤菜